# Hřebčín Mimoň
Hřebčín Mimoň byl v Mimoni na Českolipsku založen v roce 1965. Vychoval zde řadu kvalitních koní, anglických plnokrevníků včetně vítězů Československého derby. Velký areál je určen na jaře 2013 do dražby.

## Historie
Hřebčín byl v Mimoni založen v roce 1965. Tehdy byl základem dovoz plnokrevných a polokrevných koní z SPP Chomutov – Ahníkov. O dva roky později se ze Zákup přestěhovaly další koně a mimoňský areál byl doplněn o další stáje. V roce 1969 začaly nákupy kvalitních koní v zahraničí (Francie, SSSR). Další dostavby areálu následovaly po roce 1970, v Heřmaničkách u České Lípy vznikla i filiálka hřebčína s 26 boxy. Po roce 1990 byl hřebčín administrativně oddělen od Velkovýkrmen Zákupy a pak prodán.
Majitelem hřebčína v Mimoni II Okrouhlická 144 se stal PhDr. Zbyněk Pulec a poté jej přejmenoval na Pulec hřebčín Mimoň, s.r.o. Po roce 2009 došlo k útlumu chovatelské závodní a chovatelské činnosti, hřebčín se zaměřil jen na obchod s koňmi.
Kvůli finančním problémům majitele se areál rozhodl prodat. Dražba areálu bude probíhat 10. dubna 2013 v Praze. První nabídka je 13 milionů Kč. Prodej se tehdy nepodařil, až na jaře 2014 byl areál prodán. Kupcem se stala firma Maestoso Luna.
Jmenovaná společnost na neděli 12. července 2015 připravila obnovení dostihů po čtyřleté pauze, prvním dostihem je Cena společnosti Charvát Group.

## Koně
Po roce 1980 odtud vzešli vítězové tehdy prestižního Československého derby, Taran a Trocadero, úspěchy zaznamenala i L´Avenir, Silistra, Granda a další. Po roce 2010 si zde ustájil své koně čečenský prezident Ramzan Kadyrov. Staral se mu o ně žokej Arslangirej Šavujev.